# Pieczyszcza (obwód witebski)
Pieczyszcza (biał. Печышча; ros. Печище, Piecziszcze) – wieś na Białorusi, w obwodzie witebskim, w rejonie orszańskim, w sielsowiecie Barzdouka.